# Коледна оратория
„Коледна оратория“ BWV 248 (на немски: Weihnachtsoratorium) е оратория от германския композитор Йохан Себастиан Бах, написана за прослава на Рождество Христово. Завършена е през 1734, но голяма част от композицията съдържа фрагменти от ранните произведения на композитора. Ораторията се състои от 6 отделни кантати.
Първата кантата, за първия коледен ден („Jauchzet, frohlocket“), разказва за Дева Мария (изпълнявана от алт) малко преди да роди Исус Христос; втората („Und es waren Hirten in derselben Gegend“) — за ангела, който се явява на овчарите; третата („Herrscher des Himmels, erhöre das Lallen“) — за овчарите, които посещават новородения Исус Христос; четвъртата („Fallt mit Danken, fallt mit Loben“), за четвъртия, новогодишния ден; петата („Ehre sei dir, Gott, gesungen“) — за неделята – денят след Нова година; шестата („Herr, wenn die stolzen Feinde schnauben“) – за посещението на тримата влъхви.